# Knish

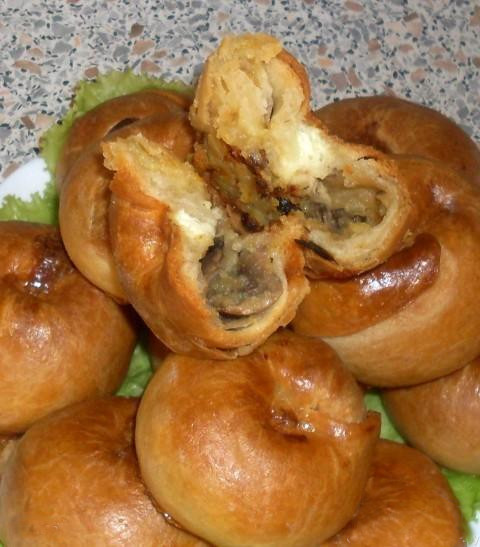
Knish, gefüllt mit Kartoffelpüree und gebratenen Zwiebeln

Knish (Mehrzahl englisch: knishes, das „k“ wird ausgesprochen) ist eine Spezialität der aschkenasischen Küche, heute insbesondere der amerikanisch-jüdischen Küche.
Knishes sind kissenförmige Gebäcke, die verschiedenartig, aber meist mit Kartoffelbrei und Röstzwiebeln gefüllt werden. Sie werden aus Hefeteig oder einem Kartoffelteig hergestellt, können gebacken oder frittiert, süß oder herzhaft und ihre Form rund oder quadratisch sein. Die eckigen Knishes werden gewöhnlich aus Kartoffeln hergestellt und gebraten, die runden werden z. B. mit Spinat, Kasha, Pastrami oder Leber gefüllt. Süße Varianten werden mit Frucht-Frischkäse gefüllt. Seit den 1990er Jahren werden mit Sauerkraut, Zwiebeln, Kohl oder Käse gefüllte Knishes oder auch solche mit Brokkoli, Spinat, vegetarischem Chili, gerösteten Zwiebeln, geröstetem Knoblauch oder „southwestern rice and bean“ (Reis und Bohnen) kommerziell verkauft.

Knish ist zur kulturellen Ikone und zum Synonym für „das Jüdische“ geworden – vor allem in New York, nach dem Ende des 19. und Anfang des 20. Jahrhunderts während einer großen Einwanderungswelle aschkenasische Juden aus Osteuropa nach Manhattan in die Lower East Side kamen. Bekannt sind sie auch in Pittsburgh, London und Winnipeg. Dem Knish wurden auf Bühnen und Bildschirmen vielfältige Rollen zugedacht: vom Comic-Charakter über „ungezogene Dame“ bis „vertrauenswürdiger Kumpel“. Die ehemals stets kleinen Gebäcke nahmen in den USA überdimensionale Proportionen an. Anderseits sind die Miniatur-Knishes zu einer beliebten Zwischenmahlzeit in ganz New York City geworden, besonders zu Hochzeiten und Bar Mitzwas. Wie die Blintze gelten auch Knishes heute als typisch jüdische Lebensmittel und stehen beispielhaft für die Lebensmittel, die Juden von ihren christlichen Nachbarn übernommen und verändert haben. 

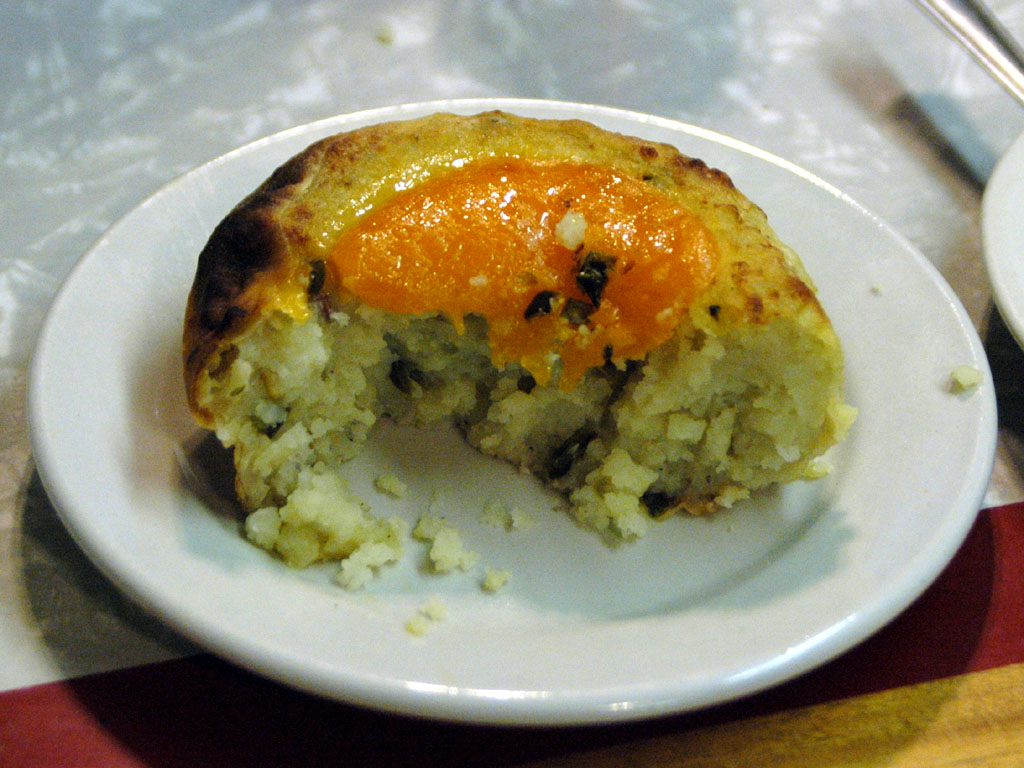
Knish in einem Restaurant in New York City

## Geschichte und Wortherkunft
Eine Legende besagt, dass die Knishes aus der polnischen Stadt Knyszyn stammen; die erste bekannte Erwähnung findet sich in einem polnischsprachigen Gedicht aus dem Jahr 1614. Der Name stammt aus dem ukrainischen Jiddisch, vom russischen bzw. polnischen knysh/knish (eine Art Kuchen).
Knish ist im Grunde ein Armeleuteessen, das seinen Ursprung im mittelalterlichen slawischen gebratenen Knysz hat, einem Pastetchen aus gekochten Rüben oder Kasha. Osteuropäische Juden verwandelten den Knysz nach koscherem Gesetz und ihrem eigenen Geschmack in Knish, ein kleines, rundes, gebratenes Gebäck, das mit Kartoffeln, Kasha, Kohl oder Quark gefüllt war. Mit der Verbreitung des Backofens Mitte des neunzehnten Jahrhunderts verbreitete sich auch der gebackene Knish.
Knishes haben die Vereinigten Staaten um 1900 mit den russisch-, ukrainisch- und belarussisch-jüdischen Einwanderern erreicht. In New York wurde der Knish dann zu einem panjüdischen Essen. Seine ursprüngliche Form war die eines runden Brötchens, wobei die üblichen Füllungen aus Kartoffelpüree oder Buchweizen waren. Er wurde als heißer Snack auf den Straßen New Yorks verkauft, als warmes Mittagessen für Arbeiter.
Yonah Schimmel, ein rumänischer Rabbiner, der Knishes mit Senf aus seinem Handwagen auf der Lower East Side und sonntags auf Coney Island verkaufte, gründete 1910 neben einem jiddischen Theater eine eigene Bäckerei an der Houston Street (Yonah Shimmel’s Knish Bakery). Als jüdische Amerikaner in die Mittelschicht aufstiegen, wurden Knishes zu einem ethnischen Kennzeichen bei Lebenszyklusfeiern (Bar Mitzwa usw.) in Form quadratischer und rechteckiger winziger Vorspeisen. Fleisch- und Leberfüllungen spiegelten den erhöhten Wohlstand wider.

## In Kultur und Sprache
Der runde, mit Kartoffeln gefüllte Knish wurde zu einer amerikanisch-jiddischen Metapher für:
- Dummheit („das Gehirn eines Knish“),
- unerwartetes Glück („von einem Knish getroffen werden“ – Belohnung statt Strafe)
- sexuelle Gefälligkeiten („auf der Suche nach etwas Knish“).[2]
- Wegen der Art und Weise, wie es gefaltet ist, ist Knish ein Euphemismus für die Vagina.[8][9][10]

In einer Sitcom von 1950 war das Zubereiten von Knishes ein Akt der Hingabe für Familie und Haushalt. 1952 bastelte ein ehemaliger Marinepilot des Zweiten Weltkriegs in einem beliebten Kinderprogramm eine Figur Knish aus einem Bodenwischer-Mopp. Erfolgreiche jüdische Komikerinnen wie Belle Barth (1911–1971) und Pearl Williams (1914–1991) erzählten in ihren Parodien beispielsweise von einem Mann, der Angst vor Frauen hatte, weil sein Vater erzählt hatte, dass Knishes Zähne hätten (Belle Barths Witz von der „vagina dentata“), oder dass Frauen um den Anspruch auf den kleinsten Knish konkurrieren (und damit um die geringste sexuelle Erfahrung), um Männer in die Ehe zu locken. In den 1970er bis 1980er Jahre war Knish weiterhin ein beliebtes Thema in verschiedenen Sitcoms zur Hauptsendezeit.
1996 präsentierte ein Spin-off der Muppet Show eine Punkrock-Parodie für Erwachsene, in der es um Knish ging, und in Woody Allens Komödie Whatever Works – Liebe sich wer kann beantwortet der Hauptdarsteller Boris die Frage seiner Freundin Melody, was Knishes seien, mit dem Ausruf: „They’re delicious! I don’t know what’s in them and I don’t want to know what’s in them. Don’t even talk about it!“
In einer Folge der vierten Staffel von Golden Girls wurden Sterblichkeit, Bereuen und Vergebung von Erinnerungen an Knishes vertieft.
In der kanadischen Fernsehserie Less Than Kind (2010) rief ein älterer Mann beim Anblick weiblichen Schambereichs „That’s somebody’s knish“, was dazu führte, dass die Folge so benannt wurde.

## Zubereitung
Die am weitesten verbreiteten Varianten sind Knishes mit Kartoffelbrei-, Kascha- und Käsefüllungen. Der typisch aschkenasische Teig ist weniger knusprig als gewöhnlicher Teig; durch seine zarte und feuchte Beschaffenheit platzt er beim Backen auf. Er wird aus Kartoffelbrei, Mehl, Eiern, Pflanzenfett, Koschersalz und Kurkuma gemacht, ausgewalkt, in Quadrate geteilt, auf jedes etwas Füllung gegeben. Dann werden die Ecken des Teigvierecks über die Füllung geschlagen und zusammengekniffen. Die Knishes werden mit der Saumseite nach unten gebacken.